# 影山镇
影山镇，是中华人民共和国贵州省黔南布依族苗族自治州独山县下辖的一个乡镇级行政单位。
2013年6月28日，贵州省人民政府批复同意独山县行政区划调整，以原兔场镇、甲定水族乡、翁台水族乡地域为影山镇行政区域，镇人民政府驻友芝村。

## 行政区划
影山镇下辖以下地区：
友芝村、京寨村、黄桥村、石板村、翁奇村、桑麻村、东泥村、甲定村、新联村、甲西村、达头村、紫林山村、苗翁村、甲乙村、班台村、甲定水族乡和翁台水族乡。